# Шампейн, Дэвид Бернард
Дэвид Бернард Шампейн (13 ноября 1932 – 28 мая 1952) – капрал корпуса морской пехоты США, посмертно награждён медалью Почёта за свои героические действия при выполнении служебного долга в ходе Корейской войны.

## Биография
Родился  13 ноября 1932 года в г. Уотервилл, штат Мэн в семье Бернарда Лео Шампейна и Анны Осборн Шампейн. Учился в публичных школах в Уэйкфильде, штат Роуд-айленд, работал в местных общинах. В возрасте 18 лет 17 марта 1951 года поступил на службу в корпуса морской пехоты в Бостоне, штат Массачусетс.
Прошёл рекрутскую подготовку на базе Пэрис-айленд, штат Южная Каролина, расположенным в Кэмп-Пендлтон, штат Калифорния. Был переведён в первую дивизию в Корею. Принял участие в трёх кампаниях. Получил смертельное ранение.
28 мая 1952 года капрал Шампейн руководил огневым отрядом и наступал в составе взвода на сильноукреплённую и хорошо защищённую вражескую позицию на высоте. Он успешно провёл свой отряд сквозь вражеский обстрел из лёгкого стрелкового оружия и пулемётов и падения гранат до хребта высоты. Несмотря на полученное ранение он отказался от эвакуации.
В ходе усиливающейся вражеской контратаки граната противника упала посередине позиции отряда Шампейна. Без колебаний он подхватил гранату и бросил её во врага. Граната вылетев из его левой руке взорвалась и выбросила его взрывной волной из окопа. Оказавшись без защиты под миномётным обстрелом Шампейн получил смертельное ранение. Ему было 19,5 лет.
Кроме медали Почёта Шампейн удостоился ещё и медали «Пурпурное сердце», Боевой ленточки, «за службу национальной обороне», «за службу в Корее» с тремя 3,16 дюймовыми бронзовыми звёздами, «за службу ООН в Корее» и «за службу на Корейской войне».
Медаль Шампейна была вручена его 15-летнему брату Реджинальду Шампейну генералом морской пехоты Ридли в ходе церемонии на баскетбольном поле Олд-Маунтин в Уэйкфильде в июле 1953 года.
Тело Шампейна было погребено на католическом кладбище св. Франциска. Его родители и брат были впоследствии похоронены рядом с ним

## Награды и почести
| A light blue ribbon with five white five pointed stars |  |                                                                                      |
|                                                        |  | Бронзовая звезда за службу · Бронзовая звезда за службу · Бронзовая звезда за службу |
|                                                        |  |                                                                                      |

| Медаль Почёта                                   | Пурпурное сердце                        | Боевая ленточка                                                                 |
| Медаль «За безупречную службу» (морская пехоты) | Медаль «За службу национальной обороне» | Медаль «За службу в Корее» с тремя бронзовыми 3/16 дюймовыми звездами за службу |
| Благодарность президента Республики Корея       | Медаль «За службу ООН в Корее»          | Медаль «За службу на Корейской войне»                                           |

### Наградная запись
Президент Соединённых штатов от имени Конгресса с гордостью вручает МЕДАЛЬ ПОЧЁТА посмертно
Капралу Дэвиду Б. Шампейну
КОРПУС МОРСКОЙ ПЕХОТЫ США
За службу описанную в нижеследующей ЦИТАТЕ:
За выдающуюся храбрость и отвагу проявленную с риском для жизни при выполнении служебного долга и за его пределами в ходе службы командиром огневой группы роты А первого батальона седьмого полка первой (усиленной) дивизии морской пехоты в бою с вражескими силами агрессора в Корее 28 мая 1952 года. Ведя свой взвод во время первоначального штурма силами роты против сильноукреплённой и хорошо обороняемой позиции на высоте капрал Шампейн умело вёл свою команду через настоящий град плотного вражеского огня вражеских пулемётов, стрелкового оружия и гранат захватывая окопы и серии почти неприступных бункеров достигнув [в итоге] гребня высоты и разместив своих людей на оборонительных позициях. Страдая от мучительной раны в ноге во время помощи в отражении последующей вражеской контратаки, которая проходила под прикрытием убийственного града миномётного и артиллерийского огня он решительно отказался от эвакуации и бесстрашно продолжил командовать своей огневой группой. Когда контратака противника усилилась и вражеская граната приземлилась в центре его огневой группы капрал Шампейн без колебаний схватил смертоносный снаряд и бросил его в направлении приближающегося противника. Граната, вылетевшая из его руки взорвалась, оторвав ему руку и выбросив его из окопа. Смертельно раненый миномётным огнём на открытой позиции капрал Шампейн своим доблестным командованием, стойкостью и героическим духом самопожертвования перед лицом почти неминуемой гибели несомненно спас жизни нескольких своих товарищей морских пехотинцев. Его героические действия послужили вдохновению всех, кто наблюдал за ним и отразили высочайшую честь его и военно-морской службы США. Он храбро отдал свою жизнь за свою страну.
/подп/ ДУАЙТ Д. ЭЙЗЕНХАУЭР        
Оригинальный текст (англ.)
The President of the United States in the name of The Congress takes pride in presenting the MEDAL OF HONOR posthumously to

CORPORAL DAVID B. CHAMPAGNE

UNITED STATES MARINE CORPS

for service as set forth in the following CITATION:

For conspicuous gallantry and intrepidity at the risk of his life above and beyond the call of duty while serving as a Fire Team Leader of Company A, First Battalion, Seventh Marines, First Marine Division (Reinforced), in action against enemy aggressor forces in Korea on May 28, 1952. Advancing with his platoon in the initial assault of the company against a strongly fortified and heavily defended hill position, Corporal Champagne skillfully led his fire team through a veritable hail of intense enemy machine-gun, small-arms and grenade fire, overrunning trenches and a series of almost impregnable bunker positions before reaching the crest of the hill and placing his men in defensive positions. Suffering a painful leg wound while assisting in repelling the ensuing hostile counterattack, which was launched under cover of a murderous hail of mortar and artillery fire, he steadfastly refused evacuation and fearlessly continued to control his fire team. When the enemy counterattack increased in intensity, and a hostile grenade landed in the midst of the fire team, Corporal Champagne unhesitatingly seized the deadly missile and hurled it in the direction of the approaching enemy. As the grenade left his hand, it exploded, blowing off his hand and throwing him out of the trench. Mortally wounded by enemy mortar fire while in this exposed position, Corporal Champagne, by his valiant leadership, fortitude and gallant spirit of self-sacrifice in the face of almost certain death, undoubtedly saved the lives of several of his fellow Marines. His heroic actions served to inspire all who observed him and reflect the highest credit upon himself and the United States Naval Service. He gallantly gave his life for his country.

/S/ DWIGHT D. EISENHOWER.
В честь Шампейна было названо отделение почты в Уэйкфильде, штат Роуд-айленд.